# Sisyropa prosopina
Sisyropa prosopina är en tvåvingeart som beskrevs av Brauer och Julius Edler von Bergenstamm 1891. Sisyropa prosopina ingår i släktet Sisyropa och familjen parasitflugor. Inga underarter finns listade i Catalogue of Life.